# 不思議な手帖
『不思議な手帖』（ふしぎなてちょう）は、水木しげるによる日本の短編漫画作品。初出は『コミックミステリー』（双葉社）1973年1月8日号。名前を書かれた人間が死ぬ手帖を巡る物語であり、漫画『DEATH NOTE』（大場つぐみ原作・小畑健作画）との類似性が話題になり、テレビ番組で特集されたことがある。

## ストーリー
平凡なサラリーマンの山田は、名前を書かれた人間を死なせる事のできる手帖を手に入れるが、同僚のねずみ女に懐柔され手帖を貸してしまう。味を占めたねずみ女は手帖で殺人を繰り返し、怖くなった山田はこれ以上の殺人を阻止するため、取り返した手帖でねずみ女を殺害する。山田は後悔し、手帖に涙で自分の名前を書いて"死んだつもりに"なり、いつしか手帖のことを忘れる。しかし、やがて手帖が捨てられ焼却処分される際、涙で書いた文字があぶり出しの作用で浮かび上がり山田は死亡する。

## 登場人物
山田
本編の主人公。市役所に勤める45歳の平吏員。思いがけず、不思議な手帖を手に入れる。容姿は水木作品では常連の「メガネ出っ歯の男」。
ねずみ女
山田の同僚で、経理部の古参。悪知恵に長ける。ねずみ男の妹という設定だが、他作品との繋がり等は特にない。
社員たち
気の小さい山田とオールドミスのねずみ女を馬鹿にする。

## 書籍情報
近年発行の『不思議な手帖』収録書籍。
- 『怪物マチコミ 水木しげる妖怪傑作選3』（中公文庫、2008年1月、ISBN 978-4-12-204957-4）
- 『水木しげる妖怪傑作選2 不思議な手帖』（中央公論新社〈Chuko コミック Lite Special〉、2008年8月、ISBN 978-4-12-410632-9）
- 『水木しげる 超1000ページ(上)』（INFASパブリケーションズ、2009年9月、ISBN 978-4-900785-94-6）
- 『霊形手術 他』（講談社〈水木しげる漫画大全集〉、2015年6月、ISBN 978-4-06-377562-4）

## 類似作品
- 『DEATH NOTE』
- 『地獄少女』
- 『ドラえもん』「あらかじめ日記は恐ろしい」